# Charles Guyette
Charles Guyette (* 14. August 1902; † Juni 1976) gilt als der US-amerikanische Pionier der Fetisch-Mode seit den 1930er Jahren. Er entwickelte Kostüme und setzte sie in Fotos in Szene. Er entwarf auch Korsetts, Highheels-Stiefel und -Schuhe. Seine damaligen Entwürfe galten als skandalös. 1935 wurde er der Obszönität beschuldigt und zu einer Haftstrafe verurteilt; nach einem Jahr freigelassen, arbeitete er unter Pseudonymen weiter. Seine Arbeiten von den 1930er bis 1960er Jahren werden als Grundlage für moderne Fetischkleidung angesehen.

## Bücher über Charles Guyettes Arbeit
- Charles Guyette: Godfather of American Fetish Art  [*Expanded Photo Edition*]  by Richard Pérez Seves. New York: FetHistory, 2018.
- Charles Guyette: Godfather of American Fetish Art by Richard Pérez Seves. New York: FetHistory, 2017.
- Charles Guyette’s High Heeled Shoes: Photographs circa 1940 by George Monk. Amazon Digital Services (Kindle), 2014.